# Цеглув (гмина)
Цеглув (пол. Cegłów) — сельская гмина (волость) в Польше, входит как административная единица в Миньский повет, Мазовецкое воеводство. Население — 6563 человека (на 2004 год).

## Демография
| Перепись                       | Всего   | Всего | Женщины | Женщины | Мужчины | Мужчины |
| ------------------------------ | ------- | ----- | ------- | ------- | ------- | ------- |
| Единицы                        | человек | %     | человек | %       | человек | %       |
| Население                      | 6563    | 100   | 3226    | 50,1    | 3207    | 49,9    |
| Плотность населения (чел./км²) | 67,2    | 67,2  | 33,7    | 33,7    | 33,5    | 33,5    |

## Сельские округа
1. Цеглув
2. Хута-Куфлевска
3. Кички-Первше
4. Кички-Друге
5. Меня
6. Пелчанка
7. Пясечно
8. Подцерне
9. Подскварне
10. Посядалы
11. Росош
12. Рудник
13. Скупе
14. Скварне
15. Тыборув
16. Вицеюв
17. Воля-Станиславовска
18. Возбин
19. Вулька-Вицеёвска

## Соседние гмины
1. Гмина Якубув
2. Гмина Калушин
3. Гмина Лятович
4. Гмина Миньск-Мазовецки
5. Гмина Мрозы
6. Гмина Сенница